# Adiós Nonino
Albums de Astor Piazzolla y su quinteto
5 año national
(1960) Piazzolla o no? Bailable y apiazolado
(1961)

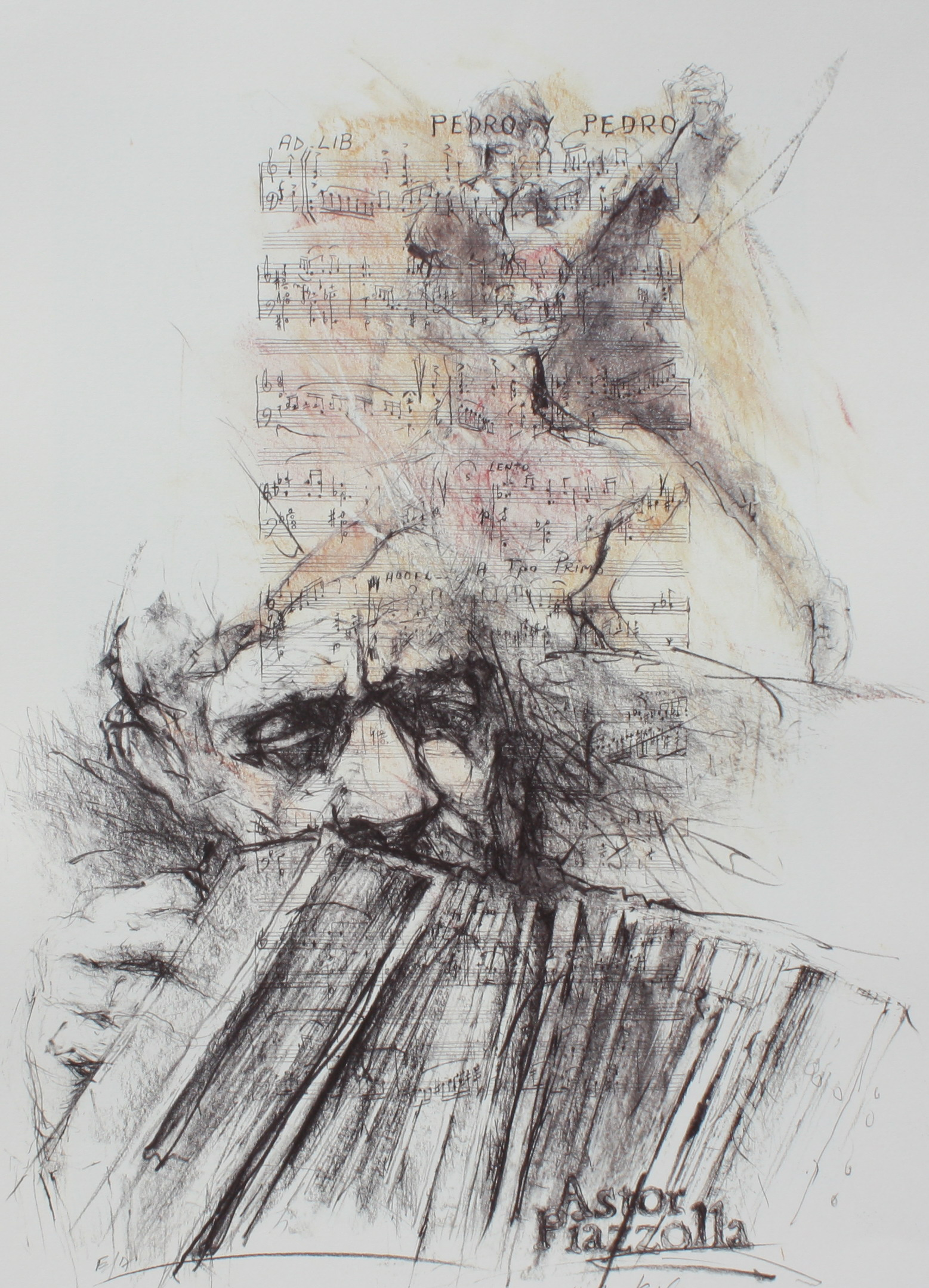
Lithographie de Astor Piazzolla, réalisée par l'artiste allemande Hetty Krist.

Adiós Nonino est une pièce instrumentale de tango composée par le musicien et compositeur argentin Astor Piazzolla en 1959, en hommage à son père, Vicente Piazzolla.
En raison de sa mélodie mélancolique et du fait que Piazzolla l'a écrite si loin de son pays natal alors qu'il souffrait d'une grave dépression, Adiós Nonino évoque un fort sentiment de nostalgie et est devenue un symbole de la diaspora argentine.

## Histoire
En 1959, Piazzolla était en tournée en Amérique centrale avec les danseurs Juan Carlos Copes et María Nieves (en), quand, lors d'une représentation à Porto Rico, il apprit la nouvelle de la mort de son père, Vicente Piazzolla, surnommé Nonino, à la suite d'un accident de vélo dans sa ville natale, Mar del Plata. Cette nouvelle, ajoutée à l'échec de la tournée, aux problèmes économiques et à la nostalgie qu'il ressentait d'être loin de son pays, a conduit Piazzolla à la dépression.
En octobre de la même année, à son retour à New York, où il vivait temporairement avec sa famille, Piazzolla a composé cette œuvre, basée sur un autre de ses tangos intitulé Nonino écrit cinq ans plus tôt à Paris datant de 1962, également en hommage à son père. Il existe un enregistrement par l'orchestre de José Basso de cette première pièce Nonino dont il a conservé la partie rythmique mais a accentué et prolongé la mélodie dans une sorte de complainte.

« Papa nous a demandé de le laisser seul quelques heures. Nous sommes allés dans la cuisine. D'abord, il y a eu un silence absolu. Après un certain temps, nous avons entendu le bandonéon jouer. C'était une mélodie très triste, terriblement triste. Il composait "Adiós Nonino". »

— Daniel Piazzolla, le fils d'Ástor,  Astor, Diana Piazzolla, 1986.
Nonino est une variation argentine du mot italien Grand-père (Nonno) utilisé dans le diminutif (Nonnino).

## Analyse
La pièce est de la forme ABAB, alternant deux thèmes aux tempos et caractères très différents; le premier thème animé et rythmé avec une rythmique (3 + 3 + 2) spécifique du tango, l'autre nostalgique et mélancolique. 
En concert de tango, le morceau est souvent précèdé d'une longue introduction improvisée jouée par un seul instrumentiste.
La pièce est fréquemment mise au programme de musique classique (quatuor à cordes, orchestre à cordes...).

## Critique
Considérée comme l'une de ses œuvres les plus emblématiques avec Libertango, elle a bénéficié de la reconnaissance de Piazzolla lui-même, qui a même déclaré dans une interview avec sa fille Diana : « (C'est) le plus beau morceau que j'ai écrit dans ma vie... Je ne sais pas si je vais l'améliorer, je ne pense pas. ».
Antonio Pau Pedrón (es) a souligné que cette composition est appréciée comme l'œuvre la plus inspirée de l'auteur.  Il s'agit d'un tango strictement instrumental. José Luis "Person" Properzi (es) a suggéré que "Adiós Nonino" rappelle George Gershwin (Piazzolla lui-même a fini par le reconnaître, étant donné la préférence de son père pour le compositeur) et Brian Wilson, ce dernier notamment dans les accords et les timbres qu'il utilise.

## Transcriptions et arrangements
La composition a fait l'objet de nombreuses adaptations et transcriptions pour divers instruments et formations, notamment 
- arrangement pour guitare seule de Cacho Tirao[7], de Roland Dyens...
- arrangement pour bandonéon et quatuor à cordes
- transcription pour piano du quintette d'après la version de Laércio de Freitas (pt)
- Astor Piazzolla : 3 Tangos pour quatuor de clarinettes, révision Florent Héau[8], collection Jean-François Verdier, éditions Billaudot

La partition est initialement publiée aux Editions Universelles à Paris.
La chanteuse argentine Eladia Blázquez composa plusieurs années plus tard des paroles sur la musique de sa propre initiative sans l'assentiment de Piazzolla et renonça aux droits d’auteur.

## Utilisations notables
Le morceau a été joué lors du mariage royal de Willem-Alexander des Pays-Bas et de sa consort Máxima Zorreguieta en hommage à ses racines argentines. La musique a été utilisée par plusieurs patineurs artistiques de premier plan pour leurs programmes. Chen Lu l'a utilisée comme musique de son programme court lors de la saison de patinage artistique 1997-1998, qui a notamment donné lieu à sa médaille de bronze aux Jeux olympiques d'hiver de 1998. Les champions olympiques 2010 et 2018, les danseurs sur glace canadiens Tessa Virtue et Scott Moir ont utilisé ce morceau pour leur danse libre lors de la saison 2004-2005, ce qui leur a permis de remporter la médaille d'argent aux Championnats du monde juniors de patinage artistique 2005. Jeffrey Buttle l'a utilisé comme musique de son programme court pour les saisons 2006-07 et 2007-08 de patinage artistique, qui ont inclus sa victoire aux Championnats du monde 2008. La championne olympique 2010 Yuna Kim a également utilisé ce morceau comme musique de son programme libre pour la saison 2013-2014 de patinage artistique, qui comprenait sa médaille d'argent aux Jeux olympiques d'hiver 2014. Alena Kostornaia a utilisé ce morceau comme musique de son programme court pour la saison 2017-18 de patinage artistique, qui comprenait ses médailles d'argent à la finale du Grand Prix de patinage artistique 2017-2018 et aux Championnats du monde juniors de patinage artistique 2018.

## Discographie sélective
Le premier enregistrement a été réalisé à Montevideo en 1960 par le quintette de Piazzolla, Quinteto Tango Nuevo (première période) : Piazzolla lui-même au bandonéon, Jaime Gosis au piano, Quicho Díaz à la contrebasse, Horacio Malvicino à la guitare électrique et Simón Bajour au violon.
Ce premier enregistrement a été suivi de nombreux autres, avec différentes interprétations de l'auteur : 
- album Adios Nonino: Astor Piazzolla y su Quinteto (Trova – TLS 5027, 1969) ;
- album Libertango, enregistré en Italie en 1974.

L'interprétation de cette pièce lors du concert donné au Théâtre royal Carré d'Amsterdam en mars 1989 par Osvaldo Pugliese et Astor Piazzolla, contenue dans l'album Finally Together, est mémorable.
De nombreux autres interprètes ont réalisé des versions de leurs interprétations au fil des ans.

### AlbumPiazzolla Interpreta a Piazzolla
| 1.  | Adiós Nonino   |  |
| 2.  | Berretin       |  |
| 3.  | Contrabajeando |  |
| 4.  | Tanguisimo     |  |
| 5.  | Decarisimo     |  |
| 6.  | Lo Que Vendra  |  |
| 7.  | La Calle 92    |  |
| 8.  | Calambre       |  |
| 9.  | Los Poseidos   |  |
| 10. | Decarisimo     |  |
| 11. | Nonino         |  |
| 12. | Bando          |  |
| 13. | Guitarrazo     |  |